# Canzoni alla Stadio
Canzoni alla Stadio è la prima raccolta degli Stadio, pubblicata su LP (catalogo ZL 71752), cassetta (ZK 71752) e CD (ZD 71752) dalla Ritzland Records e distribuito dalla BMG Ariola nel 1988.

## Il disco
La versione in CD ha due tracce in più rispetto al vinile ed alla cassetta, ma identico ordine e durata dei brani.

## I brani
- Bella più che mai, Tu vuoi qualcosa - Inediti
Prodotti ed arrangiati dal gruppo insieme a Roberto Costa, registrati e mixati allo studio Fonoprint di Bologna[1][2].

## Tracce
Gli autori del testo precedono i compositori della musica da cui sono separati con un trattino.
L'anno è quello di pubblicazione dell'album che contiene il brano.
Lato A
1. Bella più che mai – 4:20 (testo: Vasco Rossi – musica: Gaetano Curreri) – Inedito
2. Chiedi chi erano i Beatles – 5:08 (testo: Norisso – musica: Gaetano Curreri) – 1984
3. Grande figlio di puttana – 4:50 (testo: Lucio Dalla, Gianfranco Baldazzi – musica: Giovanni Pezzoli, Gaetano Curreri) – 1982
4. Allo stadio – 3:38 (testo: Luca Carboni – musica: Gaetano Curreri) – 1984
5. Acqua e sapone – 4:32 (testo: Vasco Rossi – musica: Gaetano Curreri) – 1984

Lato B
1. Tu vuoi qualcosa – 3:55 (testo: Vasco Rossi – musica: Gaetano Curreri) – Inedito
2. La faccia delle donne (feat. Vasco Rossi) – 3:42 (testo: Vasco Rossi, Ambrogio Lo Giudice – musica: Gaetano Curreri) – 1984
3. Canzoni alla radio – 4:25 (testo: Luca Carboni – musica: Ricky Portera, Gaetano Curreri) – 1986
4. Dentro le scarpe – 3:53 (testo: Luca Carboni – musica: Gaetano Curreri) – 1984
5. Chi te l'ha detto[4] – 4:45 (testo: Lucio Dalla, Gianfranco Baldazzi – musica: Gaetano Curreri) – 1982

Solo su CD
1. Vorrei – 4:51 (testo: Luca Carboni, Lucio Dalla – musica: Fabio Liberatori) – 1984
2. C'è – 5:16 (testo: Luca Carboni – musica: Fabio Liberatori) – 1984

## Formazione
Solo per i due inediti:
Gruppo
- Gaetano Curreri – voce, tastiera
- Beppe D'Onghia – tastiera
- Marco Nanni – basso, cori
- Giovanni Pezzoli – batteria

Altri musicisti
- Romano Trevisani – chitarra classica (A1)
- Lucio Dalla – sax contralto (B1)
- Antonella Melone, Antonella Pepe – cori (B1)